# Puerto Rawson
Puerto Rawson est une localité  argentine et un port maritime de la ville de Rawson, dans la province de Chubut.

## Agglomération
La localité appartient à l'agglomération de Rawson qui comprend 4 zones dispersées où la population est concentrée. Jusqu'au recensement de 2001, 3 centres principaux étaient reconnus dans l'agglomération, mais le 4e, Playa Magagna, a été laissé de côté car se trouvant à 12 km, bien qu'il appartienne à la municipalité. Un cas similaire à celui d'Astra avec Comodoro Rivadavia dans le même recensement, en raison d'une distance de 20 km entre les deux villes, elles n'ont pas été intégrées. Tandis que le port et Playa Unión se trouvent respectivement à 6 et 5 km du centre de l'agglomération de Rawson. Voici les composants de l'agglomérat :
- Centre de la population de Rawson : 30 824 habitants ;
- Playa Unión : 8 956 habitants ;
- Puerto Rawson : 205 habitants ;
- Playa Magagna : non encore reconnue au sein de l'agglomération.